# Štitarac
Štitarac (izvirno srbsko Штитарац) je naselje v Srbiji, ki upravno spada pod Občino Knjaževac; slednja pa je del Zaječarskega upravnega okraja.

## Demografija
V naselju živi 57 polnoletnih prebivalcev, pri čemer je njihova povprečna starost 57,3 let (54,2 pri moških in 60,1 pri ženskah). Naselje ima 27 gospodinjstev, pri čemer je povprečno število članov na gospodinjstvo 2,26.
To naselje je, glede na rezultate popisa iz leta 2002, večinoma srbsko.
|  |

| Demografija | Demografija     | Demografija     |
| Leto        | Št. prebivalcev | Št. prebivalcev |
| ----------- | --------------- | --------------- |
|             |                 |                 |
|             |                 |                 |
|             |                 |                 |
|             |                 |                 |
| 1948        | 259             |                 |
| 1953        | 254             |                 |
| 1961        | 231             |                 |
| 1971        | 185             |                 |
| 1981        | 142             |                 |
| 1991        | 94              | 92              |
| 2002        | 62              | 61              |
|             |                 |                 |

| Etnična sestava po popisu iz leta 2002 | Etnična sestava po popisu iz leta 2002 | Etnična sestava po popisu iz leta 2002 | Etnična sestava po popisu iz leta 2002 | Etnična sestava po popisu iz leta 2002 |
| -------------------------------------- | -------------------------------------- | -------------------------------------- | -------------------------------------- | -------------------------------------- |
| Srbi                                   | Srbi                                   |                                        | 58                                     | 95,08%                                 |
| Neznano                                | Neznano                                |                                        | 3                                      | 4,91%                                  |